# Alessandro D’Ottavio
Alessandro D’Ottavio (ur. 27 sierpnia 1927 w Rzymie, zm. 25 grudnia 1988 tamże) – włoski bokser,  brązowy medalista letnich igrzysk olimpijskich  w Londynie w kategorii półśredniej.
W 1950 roku został bokserem zawodowym. Pierwszą walkę stoczył 7 stycznia 1950 roku z Giovannim Ferrarim. Wygrał na punkty po 8 rundach. Wygrał kolejnych 6 pojedynków. Pierwszej porażki doznał 2 maja 1951 roku z Williamem Poli. W kolejnych pojedynkach walczył ze zmiennym szczęściem. Karierę zakończył 28 czerwca 1958 po porażce z Rocco Mazzolą.